# Miriways
Miriways (TWV 21:24) ist eine Oper in drei Akten von Georg Philipp Telemann.
Das Libretto stammt von Johann Samuel Müller. Die Uraufführung fand am 26. Mai 1728 in der Hamburger Oper am Gänsemarkt statt.

## Entstehung
Im Jahre 1723 war unter dem Titel Der persianische Cromwell, oder Leben und Taten des Miri-ways ein anonymer Bericht über Leben und Taten des Miriways,
Beschützers von Persien, erschienen. Dies war geschichtlich so nicht korrekt, denn eigentlich hat sein Sohn Mir Mahmud Hotaki Isfahan 1722 erobert.
Johann Samuel Müller formte aus diesem Bericht eine Geschichte, die Miriways als einen gerechten und weitblickenden Herrscher darstellt.

## Handlung
Ort der Handlung ist Isfahan, die persische Residenz des Miriways. Die Handlung der Oper erzählt, wie der afghanische Stammesfürst Miriways nach einem militärischen Sieg tatsächlich den persischen Prinzen Sophi, einen Sohn des abgesetzten Schahs, als König in der eroberten Provinz eingesetzt hat.
Miriways bespricht sich mit Samischa, seiner heimlichen Ehefrau. Aus ihrer früheren Beziehung, die durch die Verheiratung Miriways‘ beendet
werden musste, was Samischa in Depressionen gestürzt hatte, ist eine Tochter hervorgegangen, deren Aufenthalt die Mutter aber nicht kennt.
Diese Tochter will Miriways finden, um sie aus taktischen Gründen mit Sophi, dem er die Herrschaft über Persien zugesprochen hat, zu verheiraten.
Sophi liebt Bemira, von der man nur weiß, dass sie in gutem Hause zusammen mit Nisibis aufgewachsen ist.
Sie und Bemira sind sich in schwesterlicher Liebe zugetan. Nisibis ist Witwe und liebt Murzah, der kaum wagt,
ihr seine Liebe zu gestehen. Dies nutzt Zemir aus, um sich Nisibis gegenüber ins rechte Licht zu rücken und Murzah zu verdrängen.
Schon das erste Gespräch zwischen Miriways und Samischa exponiert das Thema der Oper, aus dem sich die Konflikte entwickeln:
Die Kollision von individueller Neigung und Pflicht, wobei das Konzept der vernünftigen Liebe hineinspielt. Obwohl Miriways
einst die geliebte Frau verlassen musste, verlangt er eine Ehe aus Staatsräson. Sophi wehrt sich bis zur Starrsinnigkeit und
will Bemira treu bleiben. Bemira aber beschwört Sophi, Miriways zu folgen und ist bereit – wenn auch unter großen Schmerzen –
auf ihre Liebe zu verzichten.
Nisibis gerät durch Zemirs Intrigen in die Klemme; er lässt sie glauben, er habe sie aus den Flammen ihres Gartenhauses gerettet.
Die Konvention würde erfordern, dass sie sich mit dem vermeintlichen Retter verbindet. Wegen ihrer Liebe zu Murzah widerstrebt sie aber.
Doch seine Intrige wird entlarvt, Nisibis und Murzah finden zueinander, und auch das andere Paar erhält durch glückliche Fügung ein Happy End.
Bemira ist nämlich niemand anderes als die verloren geglaubte Tochter von Miriways und Samischa, die Sophi ja aus politischen Gründen heiraten soll.

## Rezeption
Am 26. Juni 1992 wurde Miriways bei den Magdeburger Telemann-Festtagen konzertant von der Musica Antiqua Köln unter Leitung von Reinhard Goebel aufgeführt. Die Partitur der Oper erschien 2002 neu als Urtextausgabe bei Bärenreiter. Die Oper wurde im Frühjahr 2012 bei den Magdeburger Telemann Festtagen nach fast 300 Jahren szenisch neu aufgeführt.